# European Cooperation for Space Standardization
Die European Cooperation for Space Standardization (ECSS, deutsch „Europäische Kooperation für Raumfahrtnormung“) ist eine 1993 gegründete Initiative der ESA, nationaler Raumfahrtagenturen und der Raumfahrtindustrie, um einheitliche Normen für die europäische Raumfahrt zu erarbeiten.
Die von der ECSS herausgegebenen Standards behandeln die Themen Projektmanagement (mit den verschiedenen Projektphasen), Produktsicherung, Raumfahrttechnik und Nachhaltigkeit für Raumfahrtprojekte. Die Standardisierung soll u. a. die Kooperations- und Konkurrenzfähigkeit der europäischen Raumfahrtindustrie gewährleisten. Die Standards werden direkt als Grundlage in Verträgen genutzt.
Folgende Raumfahrtagenturen gehören der ECSS an:
- Agenzia Spaziale Italiana (ASI)
- Centre national d’études spatiales (CNES)
- Deutsches Zentrum für Luft- und Raumfahrt (DLR)
- Europäische Weltraumorganisation (ESA)
- Netherlands Space Office (NSO)
- Norwegian Space Centre (NSC)
- UK Space Agency (UKSA)

Die im Bereich der Raumfahrt tätigen privatwirtschaftlichen Unternehmen werden durch den Interessenverband Eurospace vertreten.
Die kanadische Raumfahrtagentur Canadian Space Agency (CSA) ist ein sog. assoziiertes Mitglied.

## Veröffentlichungen
Die Standards der ECSS ersetzen schrittweise die von der ESA herausgegebenen Procedures, Standards and Specifications (ESA PSS). Seit 2014 werden die ECSS-Standards auch als Europäische Normen (EN) veröffentlicht.
ECSS-Standards können kostenlos über die unten angegebene Internetseite bezogen werden, lediglich eine Registrierung ist erforderlich.